# Amphilophus altifrons
Amphilophus altifrons är en fiskart som först beskrevs av Kner, 1863.  Amphilophus altifrons ingår i släktet Amphilophus och familjen Cichlidae. Inga underarter finns listade i Catalogue of Life.